# Гомологическая сфера
Гомологическая сфера — n-мерное  многообразие X с гомологиями как у n-мерной сферы. То есть
H0(X,Z) = Z = Hn(X,Z),
и
Hi(X,Z) = {0} при всех остальных i.

## Примеры
- Сфера Пуанкаре
- Сферы Брискорна Σ(p, q, r), то есть пересечение малой 5-мерной сферы с решением уравнения xp + yq + zr = 0 в {\displaystyle \mathbb {C} ^{3}} при взаимно простых p, q и r. Они является гомологическими сферами. При этом Σ(1, 1, 1) гомеоморфно стандартной сфере, а Σ(2, 3, 5) сфере Пуанкаре. Если {\displaystyle 1/p+1/q+1/r\leq 1}, то универсальное накрытие Σ(p, q, r) гомеоморфно евклидовому пространству,

## Свойства
- Гомологическая сфера связна.
- Фундаментальная группа {\displaystyle \Gamma } гомологической сферы совпадает со своим коммутатором.
- Пусть {\displaystyle n\geqslant 5}. Группа {\displaystyle \Gamma } является группой какой-то n-мерной гомологической сферы тогда и только тогда, когда[1]:
  1. {\displaystyle \Gamma } конечно задана;
  2. {\displaystyle H_{1}(\Gamma )=0};
  3. {\displaystyle H_{2}(\Gamma )=0}.
- Группа {\displaystyle \Gamma } является группой какой-то 4-мерной гомологической сферы, если
  1. {\displaystyle \Gamma } задана равным числом образующих и соотношений, и
  2. {\displaystyle H_{1}(\Gamma )=0}.

  - Неизвестно, верно ли обратное[1].
- Связная сумма двух гомологических сфер — это гомологическая сфера.
- Согласно обобщённой гипотезе Пуанкаре, односвязная гомологическая сфера гомеоморфна стандартной сфере.

## Вариации и обобщения
- Рационально гомологические сферы определяется аналогичным образом, но используя гомологии с рациональными коэффициентами.